# Walther Vanbeselaere
Walther Jan Clemens Vanbeselaere (Zevekote, 4 juni 1908 – Antwerpen, 3 mei 1988) was hoofdconservator van het Koninklijk Museum voor Schone Kunsten te Antwerpen en auteur.

## Levensloop
Vanbeselaere groeide op in Zevekote en Poperinge, en vanaf 1920 ging hij in Brugge naar het Koninklijk Atheneum. Tussen 1926 en 1929 studeerde hij kunstgeschiedenis en archeologie aan de Rijksuniversiteit Gent onder August Vermeylen (1872-1945). In Den Haag ontmoette hij de Van Gogh expert H.P. Bremmer.
In 1934 doctoreerde hij aan de universiteit van Gent met een proefschrift over Vincent van Gogh, De Hollandsche periode (1880-1885) in Het Werk van Vincent van Gogh (1853-1890). De gepubliceerde versie van zijn proefschrift in 1937 uitte kritiek op de in 1928 verschenen Catalogus Van Gogh door De la Faille, voor zijn vermeende gebrek aan een wetenschappelijke basis, en bood zijn boek als een kritische herziening van De la Failles tekortkomingen.
Hij werd docent in Gent aan het Koninklijk Atheneum, een positie die hij bekleedde tot 1941. Tijdens de mobilisatie in 1939 kwam hij in dienst van het Belgisch leger als censor. In 1941, toen België onder nazi-controle was, verloor Vermeylen zijn post aan de Gentse universiteit en werd Vanbeselaere op aandringen van Vermeylen als zijn opvolger benoemd.
Hij doceerde de geschiedenis van de Europese beeldhouwkunst en schilderkunst vanaf de middeleeuwen tot op heden. In 1944 moest hij voor een epuratiecommissie verschijnen, die hem afzette. Pas drie jaar later kon hij opnieuw doceren.
In 1948 stelde de minister van Onderwijs hem aan als conservator en later hoofdconservator van het Antwerpse Koninklijk Museum voor Schone Kunsten, een positie die hij tot zijn pensionering in 1973 vervulde. Hij verbreedde de collectie met werken van Belgische en Vlaamse kunstenaars, zoals James Ensor, Henri de Braekeleer, Jakob Smits en Constant Permeke. Ongeveer 60 tentoonstellingen werden georganiseerd onder zijn leiding.
In 1961 publiceerde hij een onderzoek naar de geschiedenis van de Vlaamse schilderkunst, van realisme tot expressionisme, De Vlaamse Schilderkunst van 1850 tot 1950, van Leys tot Permeke. Na zijn pensionering bleef Vanbeselaere bezig met het het publiceren van artikelen, essays en boeken, waaronder studies over Jakob Smits (1975) en Albert Servaes (1976 en 1979).
Hij werd, samen met zijn echtgenote, begraven op het Schoonselhof in Antwerpen.

## Publicaties
- De Hollandsche periode (1880-1885) in Het Werk van Vincent van Gogh (1853-1890), Antwerpen, De Sikkel, 1937.
- Pieter Bruegel en het Nederlandsche maniërisme, Antwerpen, De Sikkel, 1937.
- De Vlaamse Schilderkunst van 1850 tot 1950, van Leys tot Permeke, Tielt, J. Lannoo, 1944.
- Henri Evenepoel. Retrospectieve, Antwerpen, 1953.
- Rik Wouters, Koninklijk Museum voor Schone Kunsten, Antwerpen, 1957.
- Moderne Vlaamse schilderkunst, Arcade, Brussel, 1959.
- (Samen met Arnold Rüdlinger), James Ensor, Basel, Kunsthalle, 1963.
- Jozef Vinck, Mortsel, 1964.
- A. Servaes 1883 - 1966. Portretten uit zijn Zwitserse tijd 1945 - 1966, z.u., z.d.
- Pieter Breugel. 1525-1569, Amsterdam, AO-boekje, 1969.
- Jakob Smits, Kasterlee, De Vroente, 1975
- Adriaan Vandewalle, van Spijk bv, Venlo, 1977.
- (samen met Christiane Buysse-Dhondt en Hans Redeker) De Generatie van 1900 in Nederland en België, Venlo, Van Spijk, 1979.